# Centranthera
Centranthera – rodzaj roślin z rodziny zarazowatych (Orobanchaceae). Obejmuje 11 gatunków. Rośliny te występują w Azji Wschodniej i Południowo-Wschodniej – od Himalajów, poprzez Chiny, Półwysep Koreański po Wyspy Japońskie oraz na Półwyspie Indyjskim, Indochińskim, Archipelagu Malajskim i w Australii. 

## Morfologia
PokrójRośliny zielne (głównie roczne, rzadziej byliny), o pędach prosto wzniesionych i podnoszących się, owłosionych, z łodygami okrągłymi na przekroju.
LiścieŁodygowe, naprzeciwległe, czasem w górnej części pędu skrętoległe, siedzące, równowąsko-lancetowate, zaostrzone, całobrzegie lub piłkowane.
KwiatyWyrastają na krótkich szypułkach z kątów górnych liści lub siedzące. Kielich od spodu rozcięty, od góry z trzema krótkimi ząbkami. Korona najczęściej żółtawa, silnie dwuwargowa, z rurką wygiętą, z łatkami eliptycznymi lub zaokrąglonymi. Pręciki cztery, schowane w rurce korony. Zalążnia jajowata z rozwidlonym szczytem.
OwoceTorebki zawierające liczne nasiona ze spiralnie siateczkowatą lub rowkowaną skulpturą łupiny.

## Systematyka
Pozycja systematyczna
Rodzaj z rodziny zarazowatych Orobanchaceae, w której obrębie klasyfikowany jest do plemienia Buchnereae Lamarck & de Candolle.
Wykaz gatunków
- Centranthera brunoniana Wall. ex Benth.
- Centranthera chevalieri Bonati
- Centranthera cochinchinensis (Lour.) Merr.
- Centranthera grandiflora Benth.
- Centranthera hispida R.Br.
- Centranthera hookeri (Merr.) Merr.
- Centranthera indica (L.) Gamble
- Centranthera nepalensis D.Don
- Centranthera rubra H.L.Li
- Centranthera siamensis T.Yamaz.
- Centranthera tranquebarica (Biehler) Merr.